# BYD D1
BYD D1 – elektryczny samochód osobowy typu taksówka klasy subkompaktowej produkowany pod chińską marką BYD od 2020 roku.

## Historia i opis modelu

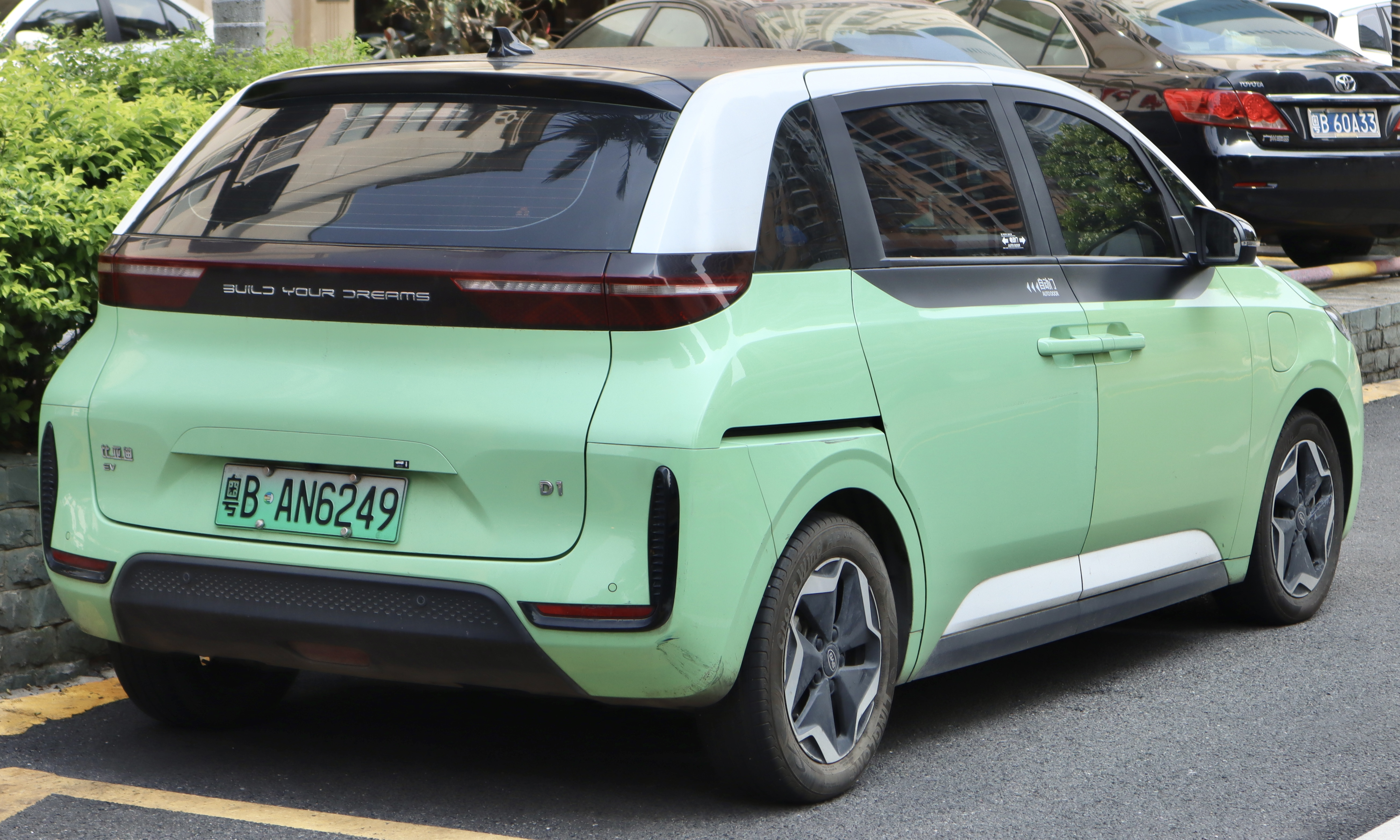
BYD D1 - tył

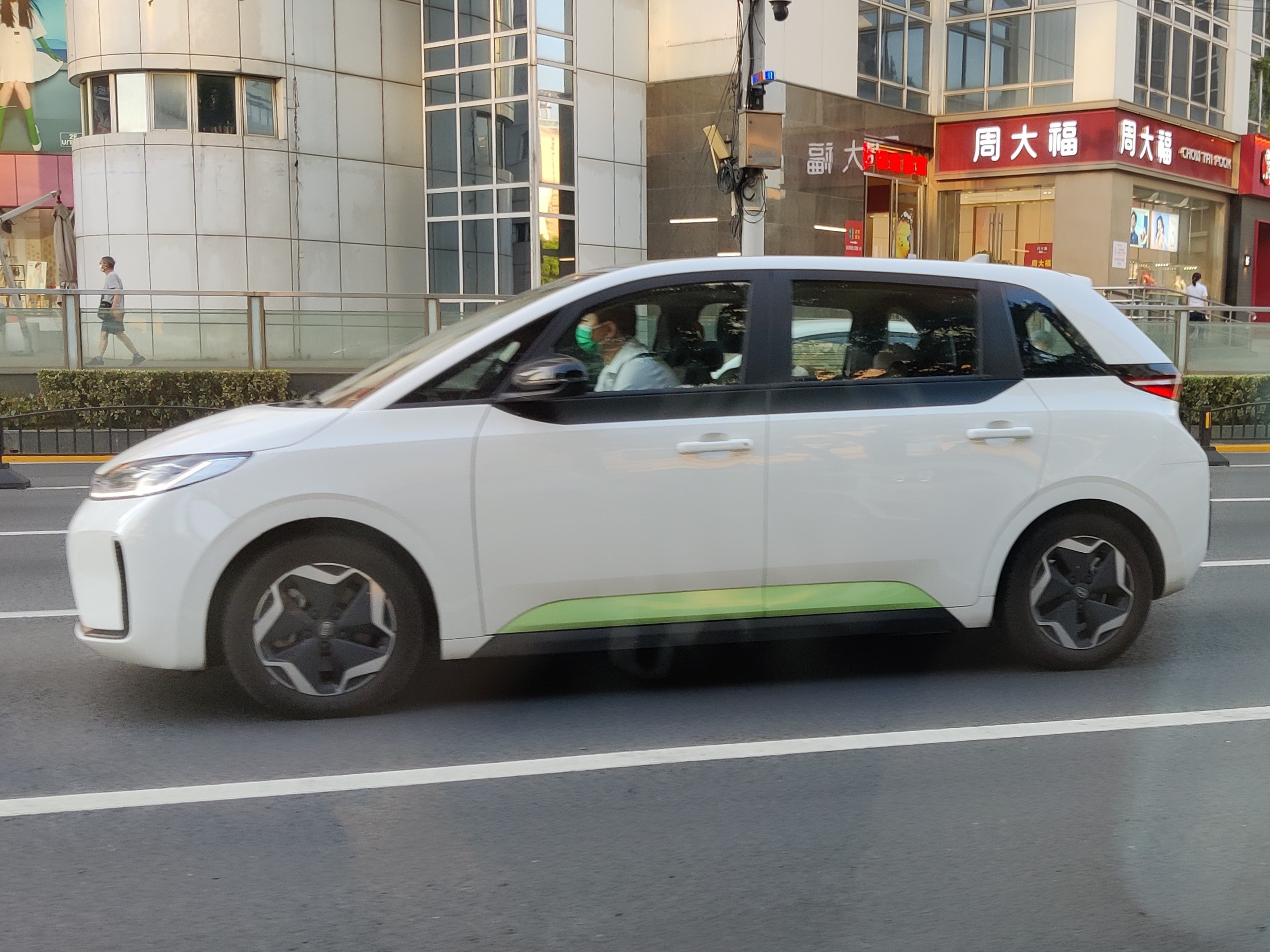
BYD D1 - sylwetka

Po tym, jak w sierpniu 2020 roku chińskie Ministerstwo Przemysłu wydało pozwolenie na sprzedaż pojazdu o nazwie BYD D1, w listopadzie 2020 roku chińskie przedsiębiorstwo motoryzacyjne BYD przedstawiło oficjalnie wynik swojej współpracy z rodzimym potentatem branży usług przewozu osób, DiDi. Prezentacja odbyła się przed publicznością w Pekinie.
Miejskich rozmiarów minivan BYD D1 został zbudowany specjalnie z myślą o dostosowaniu do optymalnego i komfortowego realizowania przewozów, oferując obłą sylwetkę z obszernymi, przesuwanymi drzwiami tylnymi po prawej stronie zamiast klasycznych, otwieranych, które umieszczono po przeciwnej stronie pojazdu. Ma to ułatwiać wsiadanie pasażerom w ciasnych miejskich arteriach i nie kolidować np. z ruchem rowerowym. Elektryczny BYD D1 otrzymał minimalistyczne wzornictwo kabiny pasażerskiej, z ekranem dotykowym umieszczonym w centralnym punkcie deski rozdzielczej, a także kolejnymi ekranami na oparciach tylnych foteli.

### Sprzedaż
BYD D1 nie jest oferowany klientom prywatnym - pojazd zbudowano wyłącznie dla korporacji taksówkarskich i przedsiębiorstw, początkowo oferujących przewóz osób tylko na terenie rodzimych Chin, jak DiDi czy Uber. W pierwszy miesiąc po premierze pojazd znalazł na rodzimym rynku ponad 1200 klientów. W kwietniu 2022 duże zamówienie na dostarczenie floty 1000 BYD-ów E1 złożyło pierwsze duże zagraniczne przedsiębiorstwo, meksykańskie Vemo.

### Dane techniczne
BYD D1 jest samochodem w pełni elektrycznym, którego układ napędowy współtworzy silnik elektryczny o mocy 136 KM oraz baterię o pojemności 50 kWh. Pojazd oferuje maksymalną prędkość 130 km/h i zasięg na jednym ładowaniu 418 kilometrów według chińskiej procedury pomiarowej NEDC.